# Cerimônia de mascarada
Uma cerimônia masquerade (ou mascarado, mascarada rito, festival, procissão ou dança) é um evento cultural ou religioso envolvendo o uso de máscaras.
Exemplos incluem a África Ocidental e Diáspora africana mascaradas, tal como os egunguns, Edo Masquerades do Norte, Nsukka (festival omabe), Carnaval do Caribe (que é chamado Mas) e Jonkonnu.